# Běleč (okres Kladno)
Běleč (německy Bleichen) je vesnice a obec v okrese Kladno ve Středočeském kraji. Nachází se asi dvanáct kilometrů jihozápadně od Kladna v chráněné krajinné oblasti Křivoklátsko. Žije v ní 312 obyvatel.

## Historie
První písemná zmínka o Bělči pochází z roku 1352, kdy vesnice bývala součástí křivoklátského panství. Zároveň v ní existoval svobodný statek vlastněný příslušníky drobné šlechty a měšťany. Majitelé se často střídali a v průběhu patnáctého až šestnáctého století získali do svého vlastnictví celou vesnici. Roku 1490 Běleč koupil Jiří Kfelíř, který v ní založil tvrz, poprvé zmiňovanou v roce 1504, když Jiří Kfelíř prodal vesnici Zikmundu Lvovi z Brozánek. Tvrz poté nejspíše už v šestnáctém století zanikla. Stávala v areálu dvora využívaného ve druhé polovině dvacátého století zemědělským odborným učilištěm. Roku 1594 byla vesnice opět připojena ke Křivoklátu.
V roce 1869 a od 1. ledna 1980 do 23. listopadu 1990 byla vesnice součástí obce Bratronice a od 24. listopadu 1990 se stala samostatnou obcí.
Právo užívat znak a vlajku bylo obci uděleno rozhodnutím Poslanecké sněmovny Parlamentu České republiky dne 8. listopadu 2016.

### Územněsprávní začlenění
Dějiny územněsprávního začleňování zahrnují období od roku 1850 do současnosti. V chronologickém přehledu je uvedena územně administrativní příslušnost obce v roce, kdy ke změně došlo:
- 1850 země česká, kraj Praha, politický okres Rakovník, soudní okres Křivoklát[8]
- 1855 země česká, kraj Praha, soudní okres Křivoklát[8]
- 1868 země česká, politický okres Rakovník, soudní okres Křivoklát[8]
- 1939 země česká, Oberlandrat Kladno, politický okres Rakovník, soudní okres Křivoklát[9]
- 1942 země česká, Oberlandrat Praha, politický okres Rakovník, soudní okres Křivoklát[10]
- 1945 země česká, správní okres Rakovník, soudní okres Křivoklát[11]
- 1949 Pražský kraj, okres Kladno[12]
- 1960 Středočeský kraj, okres Kladno[13]

### Rok 1932
V Bělči se v roce 1932 nacházela četnická stanice a byly evidovány živnosti a obchody: lékař, bednář, čtyři hostince, kolář, kovář, pět krejčích, obchod s mlékem, čtyři obuvníci, pět rolníků, dva obchody se smíšeným zbožím, trafika a truhlář.

## Obyvatelstvo
| Rok            | 1869 | 1880 | 1890 | 1900 | 1910 | 1921 | 1930 | 1950 | 1961 | 1970 | 1980 | 1991 | 2001 | 2011 | 2021 |
| -------------- | ---- | ---- | ---- | ---- | ---- | ---- | ---- | ---- | ---- | ---- | ---- | ---- | ---- | ---- | ---- |
| Počet obyvatel | 497  | 526  | 531  | 476  | 493  | 482  | 540  | 369  | 373  | 349  | 346  | 330  | 293  | 336  | 304  |
| Počet domů     | 52   | 57   | 62   | 64   | 64   | 66   | 84   | 103  | 96   | 95   | 85   | 103  | 106  | 122  | 127  |

## Doprava
Vesnicí vede silnice II/201 v úseku Křivoklát–Jeneč. Železniční trať ani stanice na území obce nejsou. Nejblíže obci je železniční stanice Zbečno ve vzdálenosti šest kilometrů na trati Beroun–Rakovník. V roce 2011 v obci zastavovaly v září 2011 autobusové linky Kladno–Zbečno (patnáct spojů tam i zpět) a Roztoky – Křivoklát – Praha (jeden pár spojů z Bělče do Unhoště, dopravce ČSAD MHD Kladno).

## Pamětihodnosti
- Hrad Jenčov – zřícenina hradu 1,5 km na jihozápad od vesnice v národní přírodní rezervaci Vůznice
- Kostel svatého Mikuláše (Běleč)
- Lánská obora
- Vodní nádrž Klíčava
- V katastrálním území obce se nachází nejjižnější bod okresu Kladno. Je jím soutok Vůznice a Benešova potoka (50°1′52″ s. š., 13°59′34″ v. d.), který zároveň tvoří trojmezí okresů Kladno, Beroun a Rakovník. Místo se nachází asi tři kilometry jižně od vesnice ve veřejnosti nepřístupné části NPR Vůznice.

## Rodáci
- Antonín Kammel (1730–1784), houslista a hudební skladatel
- Karel Vosyka (1847–1897), profesor Císařské a královské české vysoké školy technické v Praze a v letech 1895–1896 její rektor